# Día de los Engañados

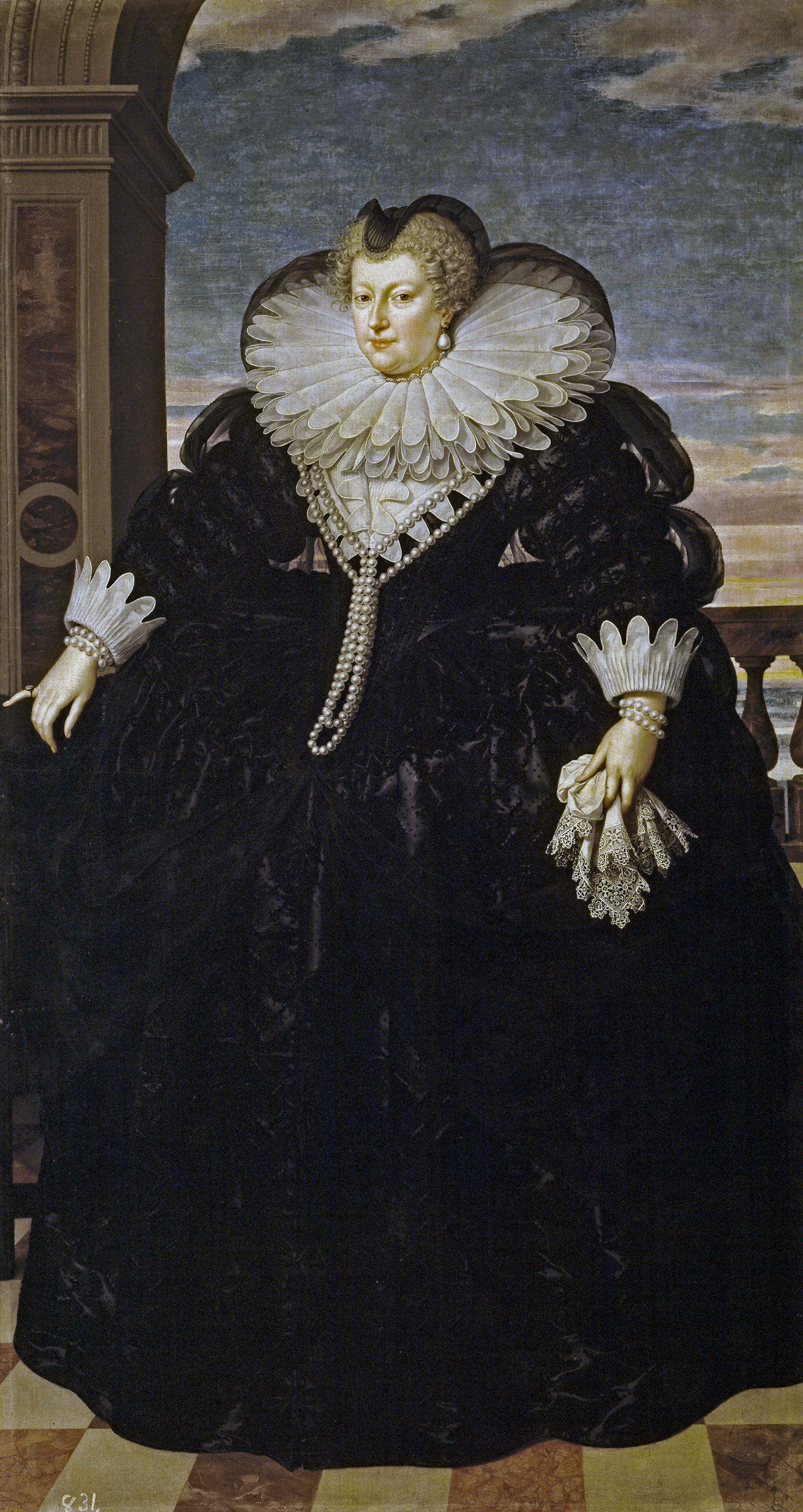
María de Médici, protagonista del hecho que dio lugar al día de los engañados

El día de los engañados (en francés: la journée des Dupes) es el nombre que se la da a un acontecimiento de la historia de Francia. Hace referencia al 11 de noviembre de 1630 en París, fecha en la que los enemigos del cardenal Richelieu creyeron erróneamente que habían tenido éxito en persuadir al rey Luis XIII de Francia de sacar del poder al cardenal. Puede clasificarse como un hecho clásico de la política y la diplomacia, ya que se trataba de elegir a qué señor prestar juramento de fidelidad.
En noviembre de 1630, las relaciones políticas entre el cardenal y la reina madre, la italiana María de Médici, llegaron a una crisis. En una escena tormentosa el 10 de noviembre en el Palacio del Luxemburgo, María de Médici y el cardenal se reunieron en presencia del rey. La reina madre exigió la destitución del cardenal, declarando que el rey debía elegir entre él y ella.
Tal reunión no alcanzó una decisión inmediata, pero el rey se retiró a su pabellón de caza en Versalles sin decir palabra ni mirar a Richelieu. Esto llevó al cardenal a creer que su carrera política había llegado a su fin, pero la intercesión de amigos influyentes convenció al ministro de que podía salvarse de su aparentemente inminente desgracia. Mientras los aposentos del Palacio de Luxemburgo se vieron abarrotados de enemigos del cardenal celebrando su caída, Richelieu seguía al rey a Versalles, donde el monarca le aseguró su continuo apoyo. María con el tiempo se exilió a Compiègne. El «Día de los Engañados», como se empezó a denominar a este acontecimiento, marca la completa restauración del favor real del cardenal.

## Contexto
Tras haber reducido la independencia de los hugonotes franceses, el cardenal Richelieu quiso aliarse con los protestantes alemanes para luchar contra los Habsburgo católicos. El partido afecto a la corte, dirigido por la reina madre María de Médici y Gastón de Orleans, hermano del rey, demostró su disconformidad.

## Intervenciones
El partido devoto de la corte trató de convencer al rey para que se aliara con los Habsburgo católicos. María de Médici y Gastón de Orleans aprovecharon el hecho de que el rey se encontraba enfermo para arrancarle la promesa de la destitución de su ministro, el cardenal Richelieu, promesa que se cumplió el 11 de noviembre de 1630. A Richelieu se le cerraron las puertas del Palacio de Luxemburgo, pero el cardenal logró entrar por una puerta secreta y defendió su causa. Consiguió ganarse la confianza de sus enemigos y, después, se deshizo de ellos. No contento con haber engañado a sus adversarios, Richelieu se vengó de ellos con un excesivo rigor.
Luis XIII se desentendió del asunto y se marchó a Versalles. Los cortesanos, creyendo que la reina había conseguido su propósito, le rindieron pleitesía. Pero Richelieu recuperó su puesto de primer ministro y María de Médici fue exiliada. Bautru, conde de Serrant, pronunció entonces una frase que pasó a la posteridad: «¡Es el día de los engañados!».